# Groupe de M96
« Groupe du Lion I » redirige ici. Ne pas confondre avec Triplet du Lion ni Amas du Lion.
Pour les articles homonymes, voir Lion (homonymie).
Le groupe de M96, aussi appelé groupe du Lion I, est un ensemble de galaxies dans la constellation du Lion. Ce groupe contient entre 8 et 24 galaxies, dont trois objets de Messier,. Il fait partie des nombreux amas du superamas de la Vierge.

## Membres
Le tableau ci-dessous présente la liste les galaxies identifiées comme faisant partie de l'amas, d'après le Nearby Galaxies Catalog,, et le Lyons Groups of Galaxies Catalog (LGG).
| Nom      | Type      | α (J2000.0)   | δ (J2000.0)  | Redshift (km/s) | Magnitude apparente |
| -------- | --------- | ------------- | ------------ | --------------- | ------------------- |
| M95      | SB(r)b    | 10h 43m 57,7s | +11° 42′ 14″ | 778 ± 4         | 11,4                |
| M96      | SAB(rs)ab | 10h 46m 45,7s | +11° 49′ 12″ | 897 ± 4         | 10,1                |
| M105     | E1        | 10h 47m 49,6s | +12° 34′ 54″ | 911 ± 2         | 10,2                |
| NGC 3299 | SAB(s)dm  | 10h 36m 23,8s | +12° 42′ 27″ | 641 ± 6         | 13,3                |
| NGC 3377 | E5.5      | 10h 47m 42,4s | +13° 59′ 08″ | 665 ± 2         | 11,2                |
| NGC 3384 | SB(s)0    | 10h 48m 16,9s | +12° 37′ 46″ | 704 ± 2         | 10,9                |
| NGC 3412 | SB(s)0    | 10h 50m 53,3s | +13° 24′ 44″ | 841 ± 2         | 11,5                |
| NGC 3489 | SAB(rs)0  | 11h 00m 18,6s | +13° 54′ 04″ | 677 ± 2         | 11,1                |

## Groupes proches
Le triplet du Lion, qui contient les galaxies M65, M66 et NGC 3628, est physiquement proche du groupe de M96. Certains algorithmes d'identification des groupes identifient le triplet du Lion comme une portion du groupe de M96. En réalité, les deux groupes pourraient être des parties d'un groupe plus large.